# Iker Camaño
Pour les articles homonymes, voir Camaño.
Iker Camaño Ortuzar, né le 14 mars 1979 à Santurtzi, est un coureur cycliste espagnol. Il est professionnel entre 2002 et 2014.

## Biographie
Il commence sa carrière professionnelle en 2002 chez Phonak.

## Palmarès
- 1997
  - Bizkaiko Itzulia
- 1998
  - 3e de l'Antzuola Saria
- 1999
  - Gran Premio Górliz
  - Pentekostes Saria
- 2000
  - 2e étape du Tour de la Communauté aragonaise
  - 3e du Trophée Guerrita
- 2001
  -  Champion d'Espagne du contre-la-montre espoirs
  - 3eb (contre-la-montre) et 4e étapes du Tour d'Alava
  - Gran Premio San Juan
  - 2e du Laudio Saria
  - 2e du Trophée Eusebio Vélez
  - 2e du Tour d'Alava
  - 2e de la Lazkaoko Proba
- 2008
  - 4e étape du Tour de Chihuahua
  - 3e du Tour de Chihuahua
- 2011
  - Cinturón a Mallorca :
    - Classement général
    - 2e étape

  - 4e étape du Tour de Norvège
  - 1re étape du Tour de République tchèque (contre-la-montre par équipes)
- 2012
  - Prologue du Trophée Joaquim-Agostinho
  - 2e du Trophée Joaquim-Agostinho

## Résultats sur les grands tours

### Tour de France
4 participations
- 2004 : 26e
- 2005 : 69e
- 2006 : 35e
- 2007 : 53e

### Tour d'Italie
2 participations
- 2008 : 75e
- 2009 : 39e

### Tour d'Espagne
2 participations
- 2007 : 34e
- 2013 : 67e

## Classements mondiaux
| Année              | 2007 | 2008 | 2009 | 2010   | 2011 | 2012 | 2013   | 2014  |
| ------------------ | ---- | ---- | ---- | ------ | ---- | ---- | ------ | ----- |
| Classement ProTour | 229e |      |      |        |      |      |        |       |
| UCI Europe Tour    |      |      |      | 1 064e | 112e | 191e | 1 140e | 1032e |